# Condado de Świdnica
Condado de Świdnica (polaco: powiat świdnicki) é um powiat (condado) da Polónia, na voivodia da Baixa Silésia. A sede do condado é a cidade de Świdnica. Estende-se por uma área de 742,89 km², com 160 688 habitantes, segundo o censo de 2005, com uma densidade de 216,3 hab/km².

## Divisões admistrativas
O condado possui:
Comunas urbanas: Świdnica, Świebodzice
Comunas urbana-rurais: Jaworzyna Śląska, Strzegom, Żarów
Comunas rurais: Dobromierz, Marcinowice, Świdnica
Cidades: Świdnica, Świebodzice, Jaworzyna Śląska, Strzegom, Żarów

## Demografia
População (dados de 30 de Junho de 2005):
|          | Total   | Total | Mulheres | Mulheres | Homens  | Homens |
| -------- | ------- | ----- | -------- | -------- | ------- | ------ |
|          | pessoas | %     | pessoas  | %        | pessoas | %      |
| Total    | 160 688 | 100   | 83 534   | 52       | 77 154  | 48     |
| Cidades  | 112 602 | 100   | 59 150   | 52,5     | 53 452  | 47,5   |
| Povoados | 48 086  | 100   | 24 384   | 50,7     | 23 702  | 49,3   |